# Kvatre
Kvátre (latinsko quattuor pomeni štiri) so štirje časi cerkvenega leta, ki so bili po novem rimskem koledarju odpravljeni.
Beseda se uporablja za dogodke, ki so redki: »Vsake kvatre enkrat ...«